# 타임리스 (드라마)
《타임리스》(영어: Timeless)는 2016년부터 2018년까지 방영된 미국의 SF 드라마이다.